# グエン・チャン・フエン・ミー
グエン・チャン・フエン・ミー（越: Nguyễn Trần Huyền My, 1995年12月11日 - ）は、ベトナムのモデル。名前のカタカナ表記はベトナムの声国際放送に従う。

## 経歴・人物
1995年12月11日、ハノイ工科大学で働く父と美容師の母のもと、ハノイに生まれる。2004年生まれの弟がいる。
早産で小さな新生児として産まれたが、助産師は母に「この子は腕と脚がとても長い。とても背が高くなるだろう」と語った。両親は病弱なミーを育てるのに苦労したが、14歳の夏には身長171センチに成長した。この年、モデルとしてデビュー。
2011年9月5日、広西チワン族自治区南寧市で開催されたAsian Super Model Contest 2011に出場。
2014年12月6日、Miss Vietnam 2014で準優勝。なお、この時の公称スリーサイズは83-62-93、身長174センチである。
2016年には多くのファッションブランドの広告モデルをつとめる。
2017年10月25日、キエンザン省フーコック市で行われたミス・グランド・インターナショナル2017に出場。総合Top10(準決勝進出者)に残るほか、特別賞のMiss Healthy & Beauty受賞、Best National CostumeのTop10に残る。
2018年7月13日にミャンマーで劇場公開された映画『雲の橋(Bridge of Clouds)』に出演。
趣味は音楽と旅行。